# 稻瀨信也
稻瀨信也（日语：／ Inase Shinya，？年1月17日—）是一位日本漫畫家。他曾經在同人誌漫畫創作團體「方円軒」內擔任插畫家。

## 主要作品
- [書 1]；原作者：米谷良知；作者：稻瀨信也；連載：月刊Comic電擊大王；出版：ASCII Media Works；發售日期：2009年1月27日；ISBN 978-4-04-867558-1
- 我女友與青梅竹馬的慘烈修羅場+H

## 外部連結
- 方円軒，存于（日語）